# Complexity Gaming
CompLexity Gaming (сокращённо — «coL») — профессиональная киберспортивная организация, основанная Джейсоном Лейком в 2003 году и находящаяся в Лос-Анджелесе.

## История
Перед созданием complexity Джейсон Лейк несколько месяцев играл в любительской команде по Counter-Strike, однако после совета жены решил создать свой клан. Летом 2004 года к команде присоединилось несколько известных игроков, включая Шона «Bullseye» Моргана, чей переход из доминировавшей в то время команды Team 3D стал неожиданностью для игроков и болельщиков. В команду вкладывались большие деньги, и первые результаты не заставили себя долго ждать. На турнире CPL Winter 2004 complexity сенсационно обыграли нескольких фаворитов турнира, включая Mousesports, 4 Kings и Titans, заняв в итоге пятое место.
В 2005 году к команде пришли победы в крупных турнирах. Сначала complexity выиграли очередной сезон турнира CAL Invite, подтвердив звание одной из сильнейших североамериканских команд, а затем заняли первое место на кубке мира Electronic Sports World Cup. Кроме этого compLexity выиграли онлайн-лигу CEVO, вышли в финал GGL и AmeriCup, а лучшим игроком года был назван Дэнни «fRoD» Монтейнер. 2006 год принёс звёздной команде второе место на турнире WEG Masters, проходившем в Китае, а также победу в летнем чемпионате WSVG Intel Summer Championships.
В 2007 году было объявлено о переходе на Counter-Strike: Source, однако достичь громких побед на международных соревнованиях команде не удалось. compLexity и Team 3D стали первыми командами, с которыми был подписан контракт на участие в Championship Gaming Series, предполагающий показ матчей по телевидению в Северной Америке, Великобритании, Европе и Латинской Америке. Хотя принимать участие в других турнирах команда не имела права, Джейсон Лейк счёл сезон 2007 года успешным и решил остаться генеральным менеджером ещё на год. Второй сезон Championship Gaming Series завершился в 2008 году полным провалом compLexity во всех дисциплинах. Неудачное выступление привело к тому, что в конце 2008 года игроки compLexity перешли в состав другой американской организации Evil Geniuses.
В мае 2009 года Джейсон Лейк наконец признал, что состав по Counter-Strike 1.6 не оправдал возложенных надежд и не смог повторить достижение 2004—2005 годов, поэтому его деятельность была приостановлена. В начале 2010 года появился новый состав из американских игроков, сумевший сходу выиграть в финалах CEVO-P XII. Однако уже в сентябре состав был распущен из-за конфликтов внутри коллектива, а через две недели вместо него к «синдикату» присоединились бразильские игроки, ранее выступавшие под тегом FireGamers. Уже в октябре coL.br подтвердили правильность выбора менеджмента, сначала заняв четвёртое место на World Cyber Games 2010, а затем выиграв IEM American Championship.
30 июня 2021 года была поглощена канадским агентством GameSquare.

## Закрытые подразделения

### Counter-Strike 2
18 января 2022 были подписаны Джастин «FaNg» Коукли, Рикки «floppy» Кемери, Михаэль «Grim» Винс, Джонни «JT» Тедосоу, Пэйтин «junior» Джонсон и Тиаан «T.c» Корцен.
28 июля 2022 к команде на правах свободного агента присоединился Хокон «hallzerk» Фьерли.
22 июня 2023 Джастин «FaNg» Коукли был переведен в запас и на его место из Team Liquid пришел Джонатан «EliGE» Яблоновский.
11 декабря 2024 года основной состав покинул Рикки «floppy» Кемери.
9 января 2025 к команде присоединились «cxzi» и «nicx».
10 января 2025 «EliGE» перешел в FaZe Clan.
6 марта 2025 года Тиаан «T.c» Корцен покинул пост главного тренера.
19 августа 2025 года организация объявила об уходе из дисциплины. По словам главы клуба Джейсона Лейка, причиной стали финансовые проблемы.
|               | Ник              | Полное имя       | Роль             | Присоединился    |
|               | Последний состав | Последний состав | Последний состав | Последний состав |
| ------------- | ---------------- | ---------------- | ---------------- | ---------------- |
| Флаг ЮАР      | JT               | Джонни Тедосоу   | Капитан          | 18 января 2022   |
| Флаг Норвегии | hallzerk         | Хокон Фьерли     | Снайпер          | 28 июля 2022     |
| Флаг США      | Grim             | Михаэль Винс     | Стрелок          | 18 января 2022   |
| Флаг США      | cxzi             | Дэнни Стржельчик | Стрелок          | 9 января 2025    |
| Флаг США      | nicx             | Ник Ли           | Стрелок          | 9 января 2025    |
| Тренеры       |                  |                  |                  |                  |
| Флаг США      | JamezIRL         | Джеймс Маколей   | Помощник тренера | 15 июля 2023     |

### World of Warcraft
С 2009 по 2011 год организацию представлял Байрон «Reckful» Бернштейн.
23 декабря 2021 года гильдия «Limit» прекратила сотрудничество с Complexity.

### Dota 2
17 февраля 2012 года Complexity подписали игроков команды «Team Fire».
Последний состав организации расформирован 26 августа 2019 года.

### Heroes of Newerth
Подразделение закрыто в июле 2013 года.

### Call of Duty
6 мая 2014 года состав был продан организации Evil Geniuses.
11 января 2018 года Complexity возвращается в дисциплину с новым составом.

## Достижения

### Counter-Strike
| Год                             | Место              | Турнир                                 | Место проведения   | Дата проведения    | Призовые           |
| Counter-Strike 1.6              | Counter-Strike 1.6 | Counter-Strike 1.6                     | Counter-Strike 1.6 | Counter-Strike 1.6 | Counter-Strike 1.6 |
| ------------------------------- | ------------------ | -------------------------------------- | ------------------ | ------------------ | ------------------ |
| 2005                            | 1                  | Electronic Sports World Cup 2005       | —                  | —                  | —                  |
| 2006                            | 1                  | WSVG Intel Summer Championships 2006   | —                  | —                  | —                  |
| 2006                            | 2                  | World e-Sports Games Masters 2006      | —                  | —                  | —                  |
| 2009                            | 2                  | ESEA Invite Season 3 Playoffs 2009     | —                  | —                  | —                  |
| 2009                            | 1                  | ESEA Invite Season 4 Playoffs 2009     | —                  | —                  | —                  |
| 2009                            | 3                  | DreamHack Winter 2009                  | —                  | —                  | —                  |
| 2009                            | 2                  | EM 4 American Championship Finals 2009 | —                  | —                  | —                  |
| 2010                            | 1                  | IEM American Championship 2010         | —                  | —                  | —                  |
| Counter-Strike Global Offensive |                    |                                        |                    |                    |                    |
| 2013                            | 2                  | ESEA Invite Season 14 Finals           | Даллас             | 16 — 18 августа    | 8000 $             |
| 2013                            | 1                  | MSI Beat it! 2013 US Finals            | online             | 27 сентября        | 1500 $             |
| 2013                            | 2                  | coL 10th Anniversary tourney           | online             | 10 — 12 ноября     | 3000 $             |
| 2013                            | 3—4                | Dreamhack Winter 2013                  | Йёнчёпинг          | 28 — 30 ноября     | 22 000 $           |
| 2014                            | 3                  | ESEA Invite Season 15 Finals           | Даллас             | 17 — 20 августа    | 4000 $             |
| 2014                            | 5—8                | EMS One Katowice 2014                  | Катовице           | 14 — 16 марта      | 10 000 $           |
| 2014                            | 3                  | CEVO Pro Season 4                      | Online             | —                  | —                  |
| 2014                            | 2                  | SoCAL Revival #2                       | Online             | —                  | —                  |
| 2014                            | 2                  | ESEA Invite Season 16 Finals           | Даллас             | 27 — 29 июня       | 6000 $             |
| Counter-Strike 2                |                    |                                        |                    |                    |                    |
| 2023                            | 2                  | Intel Extreme Masters Sydney 2023      | Сидней             | 27 — 29 октября    | 42 000 $           |

### Dota 2
| Год  | Место | Турнир                                     | Дата проведения | Призовые                               |
| ---- | ----- | ------------------------------------------ | --------------- | -------------------------------------- |
| 2012 | 2     | The Premier League: Season 1               | 5 марта         | 3000 $                                 |
| 2012 | 2     | Dota2Replays Brawl                         | 11 марта        | 1500 $                                 |
| 2012 | 1     | Fnatic PLAY RaidCall Dota 2 Cup #2         | 10 мая          | 500 $                                  |
| 2012 | 2     | The GD Studio — The Arena #2               | 27 мая          | N/A                                    |
| 2012 | 2     | It’s Gosu Monthly Madness #2               | 20 июня         | 500 $                                  |
| 2012 | 1     | RaidCall Dota 2 Cup #4                     | 20 июня         | 500 $                                  |
| 2012 | 1     | The Defense Season 2                       | 12 августа      | 6000 $                                 |
| 2012 | 1     | ECAL Americas                              | 12 августа      | 2000 $                                 |
| 2014 | 3     | Dota 2 Canada Cup Season 3                 | 1 октября       | 250 $                                  |
| 2014 | 2     | Battle of America                          | 5 декабря       | 1000 $                                 |
| 2014 | 7—8   | Dota Pit League Season 2                   | 11 декабря      | 2015 $                                 |
| 2015 | 3     | Dota 2 Canada Cup Season 4                 | 28 февраля      | 750 $                                  |
| 2015 | 1     | The International 2015: Americas Qualifier | 28 мая          | Квалификация на The International 2015 |
| 2015 | 3—4   | BTS Americas #1                            | 17 июля         | 1000 $                                 |
| 2015 | 9—12  | The International 2015                     | 5 августа       | 220 164 $                              |
| 2015 | 3—4   | BTS Americas #2                            | 22 сентября     | 1000 $                                 |